# Luis Alfredo
Luis Alfredo är en ort i Mexiko.   Den ligger i kommunen Palenque och delstaten Chiapas, i den sydöstra delen av landet, 800 km öster om huvudstaden Mexico City. Luis Alfredo ligger 55 meter över havet och antalet invånare är 138.
Terrängen runt Luis Alfredo är platt. Runt Luis Alfredo är det ganska glesbefolkat, med 34 invånare per kvadratkilometer. Närmaste större samhälle är Palenque, 11,4 km sydost om Luis Alfredo. Omgivningarna runt Luis Alfredo är en mosaik av jordbruksmark och naturlig växtlighet.